# Stadtbahnstrecke Bonn–Bad Godesberg
| |                      |                                            |                                            |
| Kursbuchstrecke (DB): | 473.1                |                                            |                                            |
| Streckenlänge: | 8 km                 |                                            |                                            |
| Spurweite: | 1435 mm (Normalspur) |                                            |                                            |
| Stromsystem: | 750 V =              |                                            |                                            |
| Streckengeschwindigkeit: | 80 km/h              |                                            |                                            |
| |                      |                                            |                                            |
| \| \| \| Rheinuferbahn von Köln \| \| \| \| \| Siegburger Bahn von Siegburg \| \| \| \| 320,0 \| Bonn Hauptbahnhof \| Bonn Hauptbahnhof \| \| \| \| Tunnelstutzen Hardtbergbahn \| \| \| \| \| Wendeanlage Kaiserplatz \| \| \| \| 319,4 \| Universität/Markt \| Universität/Markt \| \| \| 318,8 \| Juridicum \| Juridicum \| \| \| 318,2 \| Bundesrechnungshof/Auswärtiges Amt \| Bundesrechnungshof/Auswärtiges Amt \| \| \| 317,8 \| Museum Koenig \| Museum Koenig \| \| \| 317,0 \| Heussallee/Museumsmeile \| Heussallee/Museumsmeile \| \| \| \| Wendeanlage Heussallee \| \| \| \| \| (Ende Innenstadttunnel) \| \| \| \| 316,3 \| Ollenhauerstraße \| Ollenhauerstraße \| \| \| 315,5 \| Olof-Palme-Allee (auf Brücke über A 562) \| Olof-Palme-Allee (auf Brücke über A 562) \| \| \| \| zur Südbrücke \| \| \| \| 314,9 \| Max-Löbner-Straße/Friesdorf \| Max-Löbner-Straße/Friesdorf \| \| \| 314,4 \| Hochkreuz/Deutsches Museum Bonn \| Hochkreuz/Deutsches Museum Bonn \| \| \| \| ehem. Straßenbahnstrecke nach Mehlem \| \| \| \| \| Tunnel Bad Godesberg (seit 1994) \| \| \| \| 313,7 \| Wurzerstraße \| Wurzerstraße \| \| \| 313,0 \| Plittersdorfer Straße \| Plittersdorfer Straße \| \| \| \| Rheinallee (Endstation ab 1976) \| \| \| \| 312,5 \| Bad Godesberg Bahnhof \| Bad Godesberg Bahnhof \| \| \| 312,1 \| Bad Godesberg Stadthalle \| Bad Godesberg Stadthalle \| \| \| \| Tunnelstutzen Richtung Mehlem \| \| \| \| \| Wendeanlage \| \| \| \| \| \| \| \| \| \| Evangelische Kirche[1] \| \| \| \| \| Rüngsdorf \| \| \| \| \| Gutenbergallee[1] \| \| \| \| \| Tannenallee \| \| \| \| \| Mehlem Rheinfähre (und zum Bahnhof Mehlem) \| \| \| \| \| Mehlem Ort \| \| |                      |                                            |                                            |
| U-Bahn-Strecke (im Tunnel) |                      | Rheinuferbahn von Köln                     | Rheinuferbahn von Köln                     |
| U-Bahn-Abzweig geradeaus und von links (im Tunnel) |                      | Siegburger Bahn von Siegburg               | Siegburger Bahn von Siegburg               |
| U-Bahn-Bahnhof (im Tunnel) | 320,0                | Bonn Hauptbahnhof                          | Bonn Hauptbahnhof                          |
| U-Bahn-Abzweig geradeaus und ehemals nach rechts (im Tunnel) |                      | Tunnelstutzen Hardtbergbahn                | Tunnelstutzen Hardtbergbahn                |
| U-Bahn-Abzweig geradeaus und nach rechts (im Tunnel) |                      | Wendeanlage Kaiserplatz                    | Wendeanlage Kaiserplatz                    |
| U-Bahn-Haltepunkt / Haltestelle (im Tunnel) | 319,4                | Universität/Markt                          | Universität/Markt                          |
| U-Bahn-Haltepunkt / Haltestelle (im Tunnel) | 318,8                | Juridicum                                  | Juridicum                                  |
| U-Bahn-Bahnhof (im Tunnel) | 318,2                | Bundesrechnungshof/Auswärtiges Amt         | Bundesrechnungshof/Auswärtiges Amt         |
| U-Bahn-Haltepunkt / Haltestelle (im Tunnel) | 317,8                | Museum Koenig                              | Museum Koenig                              |
| U-Bahn-Bahnhof (im Tunnel) | 317,0                | Heussallee/Museumsmeile                    | Heussallee/Museumsmeile                    |
| U-Bahn-Dienststation / Betriebs- oder Güterbahnhof (im Tunnel) |                      | Wendeanlage Heussallee                     | Wendeanlage Heussallee                     |
| U-Bahn-Tunnelende |                      | (Ende Innenstadttunnel)                    | (Ende Innenstadttunnel)                    |
| U-Bahn-Haltepunkt / Haltestelle | 316,3                | Ollenhauerstraße                           | Ollenhauerstraße                           |
| U-Bahn-Bahnhof Anfang Hochstrecke und Ende Hochstrecke | 315,5                | Olof-Palme-Allee (auf Brücke über A 562)   | Olof-Palme-Allee (auf Brücke über A 562)   |
| U-Bahn-Abzweig geradeaus und nach links |                      | zur Südbrücke                              | zur Südbrücke                              |
| U-Bahn-Haltepunkt / Haltestelle | 314,9                | Max-Löbner-Straße/Friesdorf                | Max-Löbner-Straße/Friesdorf                |
| U-Bahn-Haltepunkt / Haltestelle | 314,4                | Hochkreuz/Deutsches Museum Bonn            | Hochkreuz/Deutsches Museum Bonn            |
| U-Bahn-Verschwenkung von links · U-Bahn-Verschwenkung von rechts (Strecke außer Betrieb) |                      | ehem. Straßenbahnstrecke nach Mehlem       | ehem. Straßenbahnstrecke nach Mehlem       |
| U-Bahn-Tunnelanfang · U-Bahn-Strecke (außer Betrieb) |                      | Tunnel Bad Godesberg (seit 1994)           | Tunnel Bad Godesberg (seit 1994)           |
| U-Bahn-Haltepunkt / Haltestelle (im Tunnel) · U-Bahn-Haltepunkt / Haltestelle (Strecke außer Betrieb) | 313,7                | Wurzerstraße                               | Wurzerstraße                               |
| U-Bahn-Haltepunkt / Haltestelle (im Tunnel) · U-Bahn-Haltepunkt / Haltestelle (Strecke außer Betrieb) | 313,0                | Plittersdorfer Straße                      | Plittersdorfer Straße                      |
| U-Bahn-Strecke (im Tunnel) · U-Bahn-Bahnhof (Strecke außer Betrieb) |                      | Rheinallee (Endstation ab 1976)            | Rheinallee (Endstation ab 1976)            |
| U-Bahn-Bahnhof (im Tunnel) · U-Bahn-Strecke (außer Betrieb) | 312,5                | Bad Godesberg Bahnhof                      | Bad Godesberg Bahnhof                      |
| U-Bahn-Bahnhof (im Tunnel) · U-Bahn-Strecke (außer Betrieb) | 312,1                | Bad Godesberg Stadthalle                   | Bad Godesberg Stadthalle                   |
| U-Bahn-Abzweig geradeaus und ehemals nach links (im Tunnel) · U-Bahn-Strecke (außer Betrieb) |                      | Tunnelstutzen Richtung Mehlem              | Tunnelstutzen Richtung Mehlem              |
| U-Bahn-Betriebs-/Güterbahnhof Streckenende (im Tunnel) · U-Bahn-Strecke (außer Betrieb) |                      | Wendeanlage                                | Wendeanlage                                |
| U-Bahn-Verschwenkung nach rechts (Strecke außer Betrieb) |                      |                                            |                                            |
| U-Bahn-Haltepunkt / Haltestelle (Strecke außer Betrieb) |                      | Evangelische Kirche                        | Evangelische Kirche                        |
| U-Bahn-Haltepunkt / Haltestelle (Strecke außer Betrieb) |                      | Rüngsdorf                                  | Rüngsdorf                                  |
| U-Bahn-Haltepunkt / Haltestelle (Strecke außer Betrieb) |                      | Gutenbergallee                             | Gutenbergallee                             |
| U-Bahn-Haltepunkt / Haltestelle (Strecke außer Betrieb) |                      | Tannenallee                                | Tannenallee                                |
| U-Bahn-Bahnhof (Strecke außer Betrieb) |                      | Mehlem Rheinfähre (und zum Bahnhof Mehlem) | Mehlem Rheinfähre (und zum Bahnhof Mehlem) |
| U-Bahn-Kopfbahnhof Streckenende (Strecke außer Betrieb) |                      | Mehlem Ort                                 | Mehlem Ort                                 |

Die Strecke Bonn–Bad Godesberg ist Teil des Bonner Stadtbahnnetzes und verbindet das Stadtzentrum mit dem Stadtteil Bad Godesberg. Sie ist hervorgegangen aus der Strecke der Straßenbahn Bonn–Godesberg–Mehlem (BGM) die ab 1892 die damals selbständigen Orte miteinander verband.

## Streckenverlauf

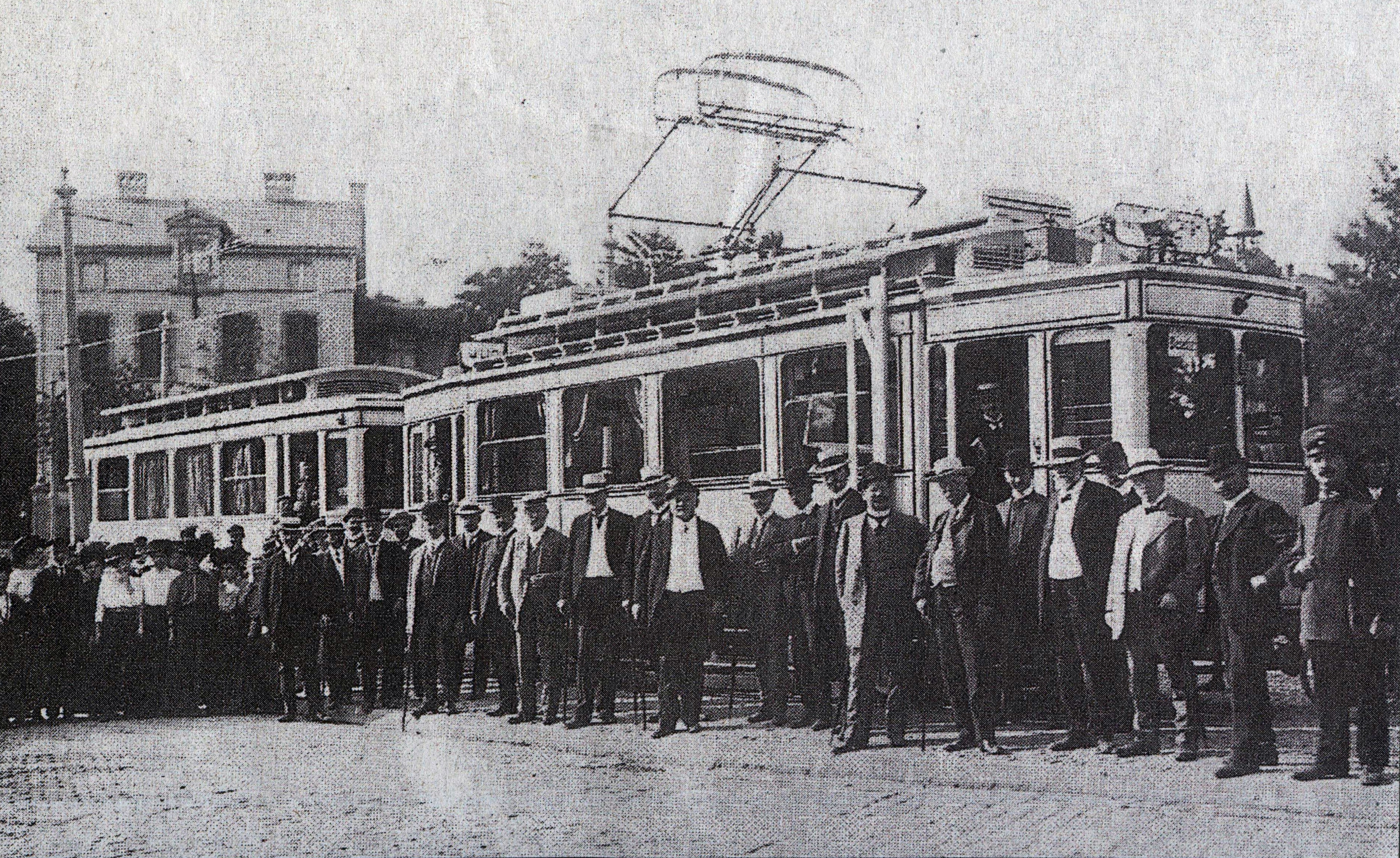
Jungfernfahrt der ersten elektrischen Bahn auf der Strecke Bonn-Godesberg-Mehlem am 24. Juli 1911

Die Strecke beginnt am Knotenpunkt Hauptbahnhof (U) und unterquert in einer Kurve den Zentralen Omnibusbahnhof (ZOB) und den Kaiserplatz. Nachdem sie parallel zum Hauptgebäude der Universität die Hofgartenwiese unterquert hat, schwenkt sie in einer 110°-Kurve unter die B 9, deren Verlauf sie die nächsten Kilometer folgt. An der Haltestelle Ollenhauerstraße kommt die Strecke über eine Rampe ans Tageslicht, nachdem sie unmittelbar zuvor bei der Unterquerung der Trajektstraße ihre größte Tiefe erreicht hatte. Der folgende oberirdische Abschnitt verläuft im Mittelstreifen der B 9.
Zwischen Max-Löbner-Straße und Hochkreuz befindet sich der Betriebshof Friesdorf, in dem vor der Eröffnung des Betriebshofs in Dransdorf die Stadtbahnwagen stationiert waren – heute die gesamte Busflotte der SWB Bus und Bahn. An die Haltestelle Hochkreuz schließt direkt eine Tunnelrampe an, die Strecke folgt aber unterirdisch weiterhin der B 9. Nach der Wurzerstraße führt die Strecke weiter geradeaus und folgt der Steigung des Geländes, während die B 9 in den Straßentunnel abbiegt. Zwischen der Plittersdorfer Straße und Bad Godesberg Bahnhof unterquert der Tunnel die linke Rheinstrecke und wird seinerseits vom Straßentunnel unterquert. Am Bad Godesberger Bahnhof unterquert die Bahn in einer Kurve Teile des Kurparks, bevor sie an der Stadthalle endet.

## Geschichte
Am 22. Mai 1892 wurde zwischen Godesberg und der Endstation der Bonner Pferdebahn am heutigen Bundeskanzlerplatz eine eingleisige, auf eigenem Bahnkörper weitgehend auf dem ehemaligen Kanalbett des Godesberger Bachs:14 liegende, dampfbetriebene, meterspurige Eisenbahn eröffnet. Diese Eisenbahn wurde wie die Pferdebahn von Havestadt, Contag & Cie. gebaut und betrieben. Im Süden wurde die Strecke im Mai des folgenden Jahres bis Mehlem verlängert. Am 23. Oktober 1893 folgte eine Verlängerung im Norden durch die Kaiserstraße entlang der Reichsbahnstrecke bis zur Königstraße. Eine geplante Verlängerung von Mehlem über Oberbachem, Berkum und Arzdorf nach Meckenheim und eine Gleisanbindung zur Köln-Bonner Eisenbahn wurden nie realisiert.

### Straßenbahn Bonn–Godesberg–Mehlem
Die Bahn ging am 15. und 17. Oktober 1904 zu gleichen Teilen in den Besitz der Stadt Bonn und der noch eigenständigen Stadt Godesberg über. Zusammen mit dem Verkauf der Pferdebahn brachte der Handel der Firma Havestadt, Contag & Cie. rund 3.100.000 Reichsmark ein.
Der Dampfbetrieb wurde 1911 in drei Etappen eingestellt und auf eine normalspurige elektrische Straßenbahn umgestellt. Dabei wurde die Endstation in Bonn an den Kaiserplatz verlegt. Der Straßenbahnbetrieb wurde unter der Bezeichnung Linie GM abgewickelt, für Zwischenfahren gab es die Liniensignale G (Godesberg), R (Rüngsdorf) und F (Friesdorf). Zum Jahresbeginn 1925 wurde die BGM in Bonn zum Hansaeck (heutige Thomas-Mann-Straße) verlängert und so eine Umsteigemöglichkeit zu den Köln-Bonner Eisenbahnen (KBE) geschaffen, ab 1937 wurde deren neuer Rheinuferbahnhof mitbenutzt.
Im Zweiten Weltkrieg stellte die Bahn am 2. März 1945 ihren Betrieb ein. Dieser wurde abschnittsweise zwischen dem 15. Juli und dem 12. November 1945 wieder aufgenommen.
Wegen des zunehmenden Individualverkehrs erhielt die BGM 1956 einen separaten Gleiskörper in der Mitte der Bundesstraße 9. Die engen Straßen in Bad Godesberg ließen einen eigenen Gleiskörper dagegen nur eingeschränkt zu. So verkehrte die Bahn zwischen Rheinallee und Plittersdorfer Straße zwar auf einem eigenen Bahnkörper entlang der Bundesbahnstrecke, dafür aber eingleisig. Die Querung mit der Bürgerstraße wurde jahrelang von einem Sicherungsposten, dem sogenannten Schellenmännchen, gegenüber dem Individualverkehr gesichert.
Mit der Eingemeindung von Bad Godesberg ging die BGM zu 100 % in das Eigentum der Stadt Bonn über. Im folgenden Jahr übernahm die Bahn die seit 1953 von der städtischen Straßenbahn nicht mehr genutzte Bezeichnung Linie 3.

### Umstellung auf Stadtbahnbetrieb

Stadtbahnkonzept 1972, die BGM ist Teil der Strecke A

Bereits seit 1969 war in Bonn ein Tunnel zwischen Hauptbahnhof und Bundeskanzlerplatz in Bau, der den Streckenabschnitt durch die Kaiserstraße ersetzen sollte. 1972 wurde dann das Konzept „Stadtverkehr Bundeshauptstadt Bonn“ beschlossen, nach dem die BGM im Zuge der Stadtbahnstrecke A von Bonn nach Bad Godesberg auf voller Länge im Tunnel verkehren sollte. Der Streckenabschnitt von der Rheinallee durch Rüngsdorf nach Mehlem sollte durch eine neue Streckenführung näher an der Godesberger Innenstadt und weiter über Pennenfeld und Lannesdorf nach Mehlem ersetzt werden.
Wegen der Bauarbeiten für den Tunnel wurde 1972 (Inbetriebnahme am 15. Oktober) eine Umleitungsstrecke errichtet: Ab der Reuterbrücke fuhr die BGM geradeaus an der Eisenbahnstrecke entlang und traf durch die Ollenhauerstraße wieder auf die B 9.
Am 13. Juli 1973 kam es auf dem eingleisigen Abschnitt vor der Haltestelle Mehlem Rheinfähre zu einem Zusammenstoß zweier Züge. Daraufhin wurde der Abschnitt Rheinallee – Mehlem Ort drei Tage später stillgelegt. Als Ersatzverkehr wurden erstmals in Bonn Gelenkbusse eingesetzt. Nach Bürgerprotesten wurde der Straßenbahnbetrieb nach Mehlem im März 1974 wiederaufgenommen.

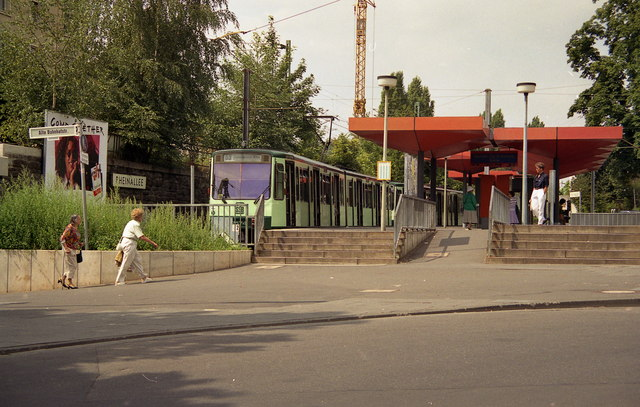
Ehemalige Endhaltestelle Rheinallee, anstelle der Rampe in Bahnsteigmitte befand sich ursprünglich der Bahnsteig der Linie 3 nach Mehlem

Mit der Inbetriebnahme des Bonner U-Bahn-Tunnels am 20. März 1975 wurde der Verkehr zwischen Bonn und Bad Godesberg von der neuen Stadtbahnlinie U3 übernommen, die vom provisorischen U-Bahnhof Am Hauptbahnhof bis zur Rheinallee fuhr. Der Restabschnitt bis Mehlem Ort wurde noch bis Dezember 1976 von der Linie 3 im Inselbetrieb bedient, wobei zur Überführung der Fahrzeuge zum Betriebshof Friesdorf über die Stadtbahnstrecke jeden Morgen und Abend die Spannung der Oberleitung abgesenkt werden musste. Nach der Stilllegung der Straßenbahn wurde die Strecke von der Rheinallee über Rüngsdorf nach Mehlem von der Buslinie 13, seit 1987 Linie 613, bedient, deren Linienführung und -bezeichnung seither nahezu unverändert überdauert hat.

### Stadtbahnbetrieb
Mit der Eröffnung des U-Bahnhofs Hauptbahnhof und des Abzweigs zur Rheinaue erreichte die Stadtbahnstrecke A 1979 ihren vorläufigen Endzustand. Die bisherige Linie U3 wurde wieder zur 3 und über die Rheinuferbahn bis Tannenbusch durchgebunden, die Linie 16 von Köln kommend nach Godesberg verlängert. Außerdem befuhr die Linie S von Siegburg den Streckenabschnitt zwischen Hauptbahnhof und dem Abzweig Rheinaue. In den folgenden 15 Jahren gab es außer der Linienumbenennung der 3 zur 63 und der S zur 66 im Jahre 1987 keine Veränderungen, Priorität hatten Arbeiten an anderen Strecken.

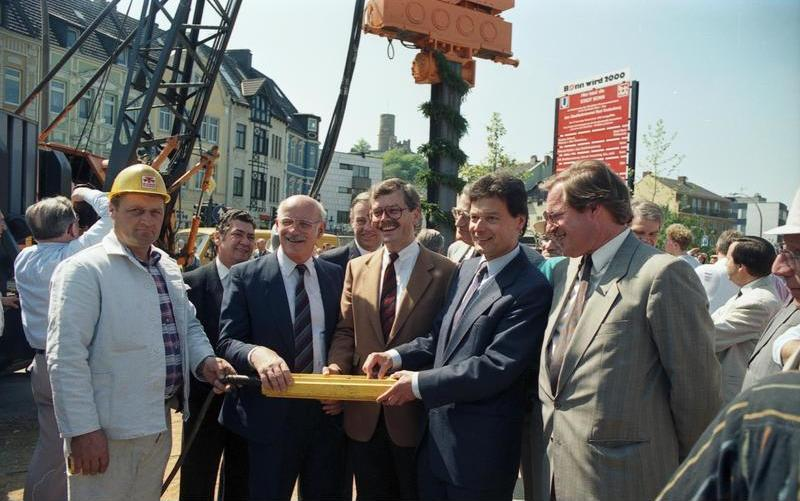
Rammschlag zum Bau des Stadtbahntunnels in Bad Godesberg (1988)

Mitte der 1980er Jahre wurde beschlossen, zunächst einen Tunnel für den Streckenabschnitt in Bad Godesberg zu bauen, die Tieferlegung der Strecke auf der B 9 wurde wegen deren hohen Ausbaustandards vorerst zurückgestellt und schließlich ganz aufgegeben. Der Bau des Tunnels in Bad Godesberg begann 1988. Erstmals wurde in Bonn ein Stadtbahntunnel in vorwiegend bergmännischer Bauweise erstellt; die bisherigen Tunnelbauten waren in offenen Baugruben erstellt worden. Der 1994 eingeweihte neue Tunnel verläuft bis zum Godesberger Bahnhof in etwa parallel zur alten Streckenführung und knickt dann in einer Kurve unter dem Kurpark zur neuen Endhaltestelle Stadthalle ab.
Nach der Fertigstellung des Tunnels konnten die Planungen zu einem Ausbau der Bundesstraße 9 im Bereich des damaligen Regierungsviertels zur „Regierungsallee“ beginnen. Davon sollte auch die Stadtbahn auf dem oberirdischen Abschnitt durch den Umbau und die Schließung von Kreuzungen profitieren. Mit dem Neubau der Haltestelle am Ende der A 562 begann 2003 der schrittweise Umbau des oberirdischen Streckenabschnitts. Die Gleise wurden um einige Meter nach Westen verschoben, die in den 1970er Jahren als Provisorien für wenige Jahre gebauten Haltestellen schrittweise bis 2011 durch aufwendigere Konstruktionen ersetzt.
Zwischen den Haltestellen Olof-Palme-Allee und Max-Löbner-Straße wurde von Dezember 2005 bis Juni 2006 eine neue Kreuzung von Heinemannstraße und Winkelsweg (seit 2011 Marie-Schlei-Allee) mit der B 9 geschaffen. Nach ihrer Fertigstellung wurde die Kreuzung von Max-Löbner-Straße und B 9 zurück- und umgebaut. Damit wurde eine Verlagerung des Abbiegeverkehrs nach Norden erwirkt; die Stadtbahn wurde durch die Schließung der Kreuzung Max-Löbner-Straße beschleunigt, da sie dort nicht mehr durch querenden Autoverkehr behindert werden kann. Von 2008 bis 2009 wurde die Kreuzung Max-Löbner-Straße durch den Neubau der Haltestelle Max-Löbner-Straße/Friesdorf ganz geschlossen. Gleichzeitig wurde die Strecke zwischen neuer und alter Haltestelle Max-Löbner-Straße um vier Meter nach Westen verschoben, um Platz für den Ausbau der Ostseite der B 9 zu schaffen. Zwischen der bisherigen Station Max-Löbner-Straße und Hochkreuz war zuvor bereits das neue westliche Gleis verlegt worden, wurde aber nicht angeschlossen, bevor die neue Haltestelle fertiggestellt war.

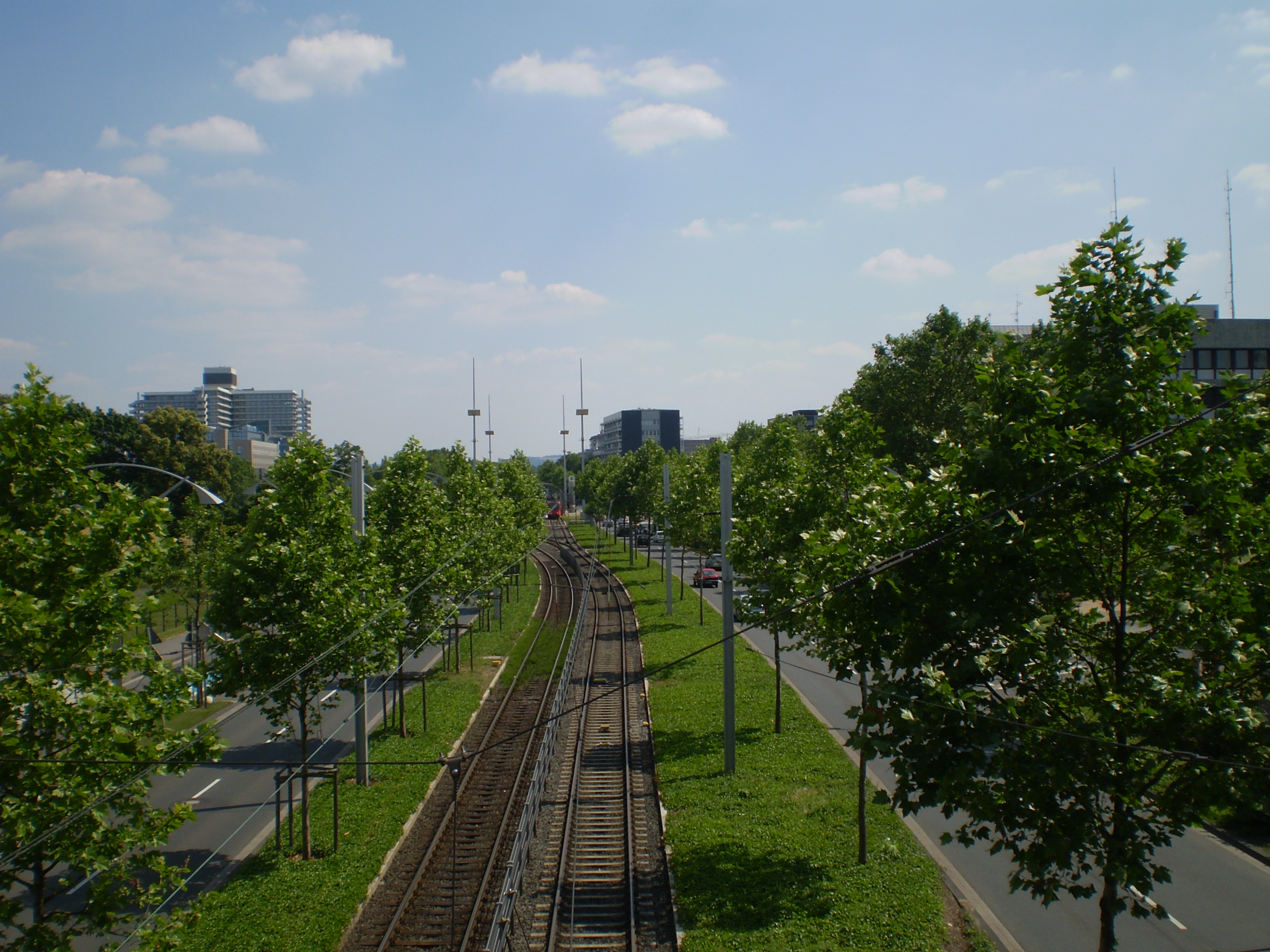
Die Stadtbahnstrecke auf dem oberirdischen Streckenabschnitt (2010)

Südlich der Haltestelle Heussallee befand sich hinter einer provisorischen Rampe ein bis 2010 ungenutzter, etwa 500 Meter langer Abschnitt des Stammstreckentunnels, der zuvor als Wendeanlage genutzt wurde. Der Tunnel unterquert dort die Franz-Josef-Strauß-Allee. Dieses Tunnelstück wurde von Ende Oktober 2008 bis Mitte Mai 2010 aktiviert und erhielt eine neue Rampe. Die Haltestelle Ollenhauerstraße wurde anschließend am Ende der Rampe auf der heutigen Kreuzung Ollenhauerstraße neugebaut. Die Kreuzung wurde durch die Haltestelle geschlossen und von Mai 2012 bis Juni 2013 durch einen Kreisverkehr der B 9 mit der Franz-Josef-Strauß-Allee und der Marie-Kahle-Allee, den sogenannten „Trajekt-Knoten“ ersetzt. Durch die Verlegung in den Tunnel wurde eine Beschleunigung der Stadtbahn erreicht, da sie nicht mehr durch querenden Kfz-Verkehr an der Kreuzung Ollenhauerstraße beeinträchtigt werden kann. Die Gesamtbauarbeiten zur Verlängerung des Tunnels und des Neubaus der Haltestelle begannen im August 2007 und wurden im April 2011 abgeschlossen. Dies war auch der Endpunkt einer seit 2005 laufenden Modernisierung der Bahnstrecke.
Anfang 2010 wurden auf Teilen der oberirdischen Strecke Hauptsignale aufgestellt, seither wird nur noch auf den 900 Metern zwischen den Kreuzungen Heinemannstraße und Hochkreuz auf Sicht gefahren.

## Stationen

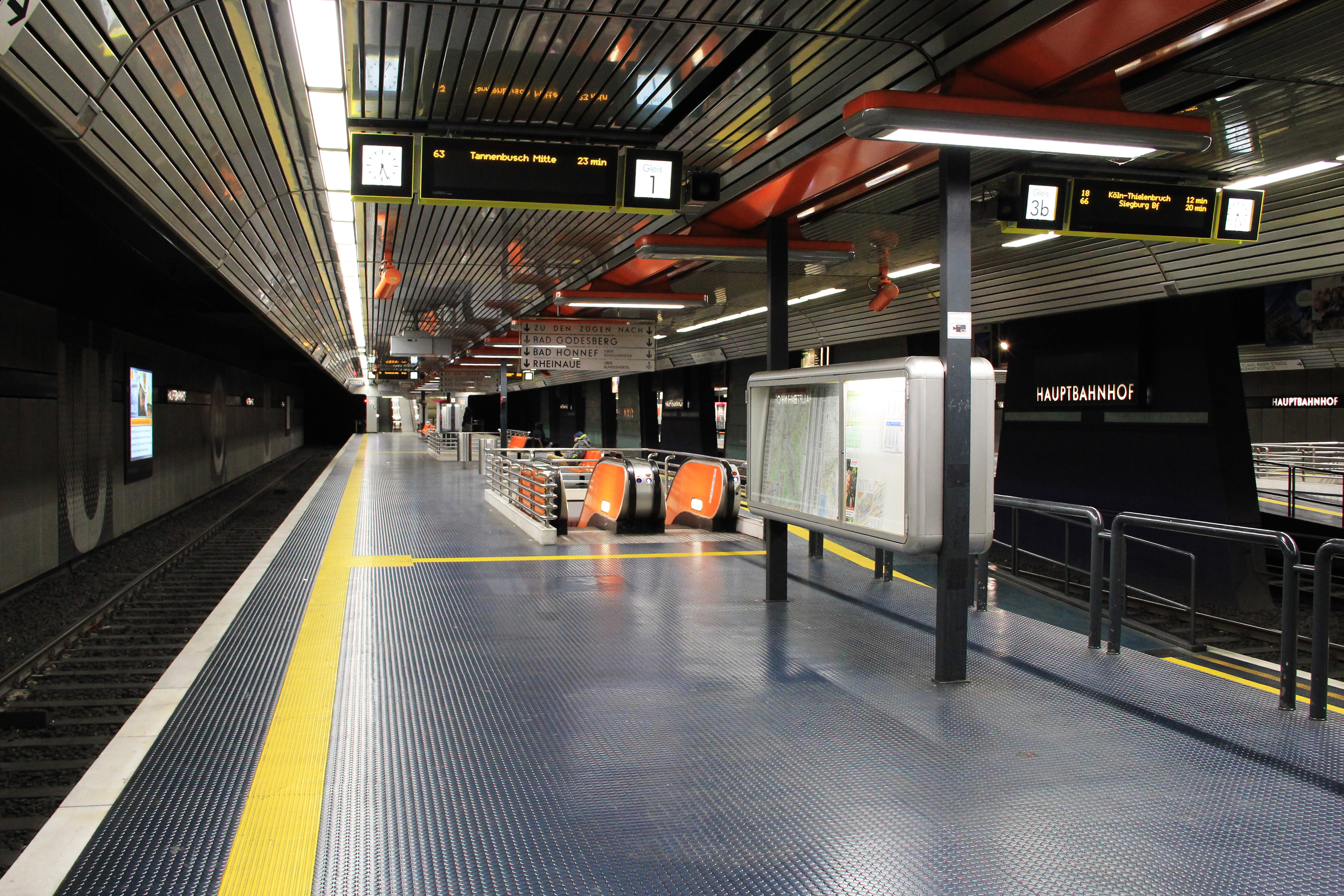
Hauptbahnhof (U)

### Hauptbahnhof
Der viergleisige U-Bahnhof Hauptbahnhof ist als Kreuzungspunkt einer Nord-Süd-Achse mit einer Ost-West-Achse konzipiert und wird täglich von etwa 50.000 Fahrgästen frequentiert. Die vier Gleise liegen an zwei Mittelbahnsteigen, wobei die Ost-West-Linien an den inneren und die Nord-Süd-Linien an den äußeren Gleisen halten sollten. Da der ehemals geplante Westast (Hardtbergbahn) nicht gebaut wurde, wirkt die Anlage etwas überdimensioniert. Ein als Vorleistung für die geplante Hardtbergbahn gebauter Tunnelstutzen diente bis 2022 als Abstellbereich für den letzten in Bonn verbliebenen Achtachser.
Neben der eigentlichen Funktion erfüllt der U-Bahnhof noch einen weiteren Zweck: Im Krisen- oder Katastrophenfall finden in der als Zivilschutzbunker gebauten Anlage bis zu 4.500 Menschen Platz. Er besitzt eine eigene Wasser- und Stromversorgung sowie sanitäre Einrichtungen (Toiletten und Duschen).
Die am 21. April 1979 eröffnete und nach einem Entwurf des Architekten Hans Linden im Bonner Amt für Stadterneuerung erbaute Haltestelle ist nach damaligen Maßstäben futuristisch gestaltet, wobei die Farben Silbergrau (Decken und Außenwände) und blau (Boden und Innenwände) dominieren. An den Außenwänden befinden sich die Logos von Metros aus aller Welt, an den Innenwänden wurden in den 1990er Jahren Kinderbilder verschiedener Gottheiten angebracht.
Ursprünglich befanden sich nur an den Außengleisen Hochbahnsteige. Da an den Innengleisen auch eine Straßenbahnlinie endete, gab es dort Flachbahnsteige, die für eine spätere Anhebung vorbereitet waren. Nach der Einstellung der Straßenbahn-Linie 64 (1994) wurden die Innenbahnsteige 1998 an einem Wochenende angehoben. Dabei blieb ein Drittel des Bahnsteigs auf der ursprünglichen Höhe, um dort bei Störungen auch weiterhin Straßenbahnwagen enden lassen zu können. Dies war möglich, da die Haltestelle über 100 Meter lang ist, die eingesetzten B-Wagen-Doppeltraktionen aber nur knapp 60 Meter. Im selben Jahr wurde der U-Bahnhof, vor allem sicherheits- und informationstechnisch, modernisiert und umgestaltet.
Zwischen der Einweihung des Stadtbahntunnels 1975 und der Fertigstellung des Hauptbahnhofs 1979 endeten die Stadtbahnen an einer eingleisigen provisorischen Haltestelle Am Hauptbahnhof, die sich im Gleisvorfeld des heutigen Hauptbahnhofs unter dem ZOB befand. Nach der Aufnahme des Stadtbahn-Vorlaufbetriebes nach Köln (Linie 16) war diese Anlage Ursache vieler Verspätungen im Netz. Die zum U-Bahnhof gehörende zweigleisige Wendeanlage, die südlich unter dem ZOB gelegen ist, stellt den tiefsten Punkt der Bonner U-Bahn dar.

### Bonner Tunnel
Die unterirdischen Haltestellen im Bonner Tunnel sind von den Architekten Alexander Freiherr von Branca (alle außer Heussallee) und Busmann + Haberer (Heussallee) sehr ähnlich gestaltet worden und unterscheiden sich hauptsächlich durch die verwendeten Kennfarben. Dem Stil der 1970er Jahre folgend herrschen dabei Rundungen und kräftige Farben vor. Ende der 1990er Jahre wurden viele der Haltestellen durch großflächigen Einsatz von weißer Farbe aufgehellt und schlecht einsehbare Winkel verschlossen mit dem Ziel, die Wirkung der Stationen als Angsträume zu reduzieren.
Die Bahnsteiglänge von einheitlich 100 Metern stammt noch aus der ursprünglichen Planung für KBE-Triebwagen und wirkt bei den heute maximal 60 Meter langen Zügen deutlich überdimensioniert.
| Universität/Markt                  | Die Haltestelle Universität/Markt befindet sich unter der Hofgartenwiese, verläuft parallel zur Front des Uni-Hauptgebäudes und verfügt über Ausgänge an beiden Bahnsteigenden. Neben der Haltestelle befindet sich die Tiefgarage der Universität, die gleichzeitig gebaut wurde. Die Kennfarbe der – in den Ansagen der Fahrer früher üblicherweise „Unimaat“ bezeichneten – Haltestelle ist ein helles Grün. Ungewöhnlich ist der östliche Zugang zur Haltestelle (im Bild hinten), der nicht, wie üblich, als Kombination aus Treppen und Rolltreppen ausgeführt ist, sondern aus langen, gebogenen Rampen besteht. Die Rampen treffen sich unterhalb des Stockentors in einer Zwischenebene, die von der Oberfläche über Treppen und Fahrsteige erreichbar ist. Beide Zugänge an der West- und Ostseite des Hofgartens sind pavillonartig überbaut. | weitere Bilder                                          |
| Juridicum                          | Die Haltestelle Juridicum befindet sich unterhalb der Adenauerallee, direkt gelegen am Beethoven-Gymnasium und Juridicum, dem Hörsaalgebäude der rechts- und staatswissenschaftlichen Fakultät der Universität Bonn. Die Enden der Haltestelle sind in der Kennfarbe Blau analog zu den anderen Haltestellen gestaltet. Im Mittelbereich ist die Decke bis in die Zwischenebene erhöht, die Rolltreppen verlaufen parallel zum Gleis. Im Juni 2016 wurde einer der Zugänge zur Haltestelle mit einer Stahl-Glas-Überdachung ausgestattet. Seit 2008 ist ein barrierefreier Umbau der Haltestelle durch den Einbau von Aufzügen geplant. | weitere Bilder                                          |
| Bundesrechnungshof/Auswärtiges Amt | Die Haltestelle Bundesrechnungshof/Auswärtiges Amt ist ähnlich wie die anderen Stationen des Stammstreckentunnels gestaltet. Ihre Kennfarbe ist Orangegelb. Besonderheit der Haltestelle sind die Treppen, die rechtwinklig vom Gleis wegführen und einen zusätzlichen Treppenabsatz zwischen der Bahnsteig- und der Zwischenebene haben. Im Juni 2016 wurden die Zugänge zur Haltestelle mit Stahl-Glas-Überdachungen ausgestattet. Ursprünglich hieß die Haltestelle Auswärtiges Amt. Ihren heutigen Namen erhielt sie 1999, nachdem der Bundesrechnungshof einige Gebäude des Auswärtigen Amtes übernommen hatte. Seit 2008 ist ein barrierefreier Umbau der Haltestelle durch den Einbau von Aufzügen geplant. | weitere Bilder                                          |
| Museum Koenig                      | Auch die Haltestelle Museum Koenig liegt unter der Adenauerallee. Benannt ist sie nach dem naturkundlichen Museum Koenig, das auch einige Vitrinen auf den Bahnsteigen gestaltet. Die seit 2000 mit Aufzügen und Zugangsüberdachungen ausgestattete Haltestelle folgt gestalterisch den anderen Tunnelhaltestellen, allerdings hebt sich die Kennfarbe Braun deutlich von den „bunten“ Farben der anderen Haltestellen ab. | weitere Bilder                                          |
| Heussallee/Museumsmeile            | Die Haltestelle Heussallee/Museumsmeile liegt zwischen der Kreuzung Heussallee und dem Bundeskanzlerplatz und besitzt Ausgänge an beiden Bahnsteigenden. Bis in die 1990er Jahre hieß sie Heussallee/Bundeshaus, da sie in direkter Nachbarschaft zu Bundestag und Bundeskanzleramt lag. Die Haltestelle ist ähnlich wie die anderen Tunnelhaltestellen der Stammstrecke gestaltet, mit der Kennfarbe Gelb, unterscheidet sich aber von ihnen durch eine andersartige Formensprache sowie die größere Länge der Bahnsteighalle von 110 m. Zudem gab es umfangreiche Umbauten: Die Haltestelle wurde 1995 als erste an der Strecke durch den Einbau von Aufzügen nachträglich barrierefrei ausgebaut. Der südliche Zugang wurde beim Bau von Bundeskunsthalle und Kunstmuseum umgestaltet. Der nördliche Zugang und die zugehörige Zwischenebene wurden beim Bau des Hauses der Geschichte von 1991 bis 1994 nach Plänen des Architekturbüros Busmann + Haberer völlig umgestaltet und verbreitert. In der Zwischenebene befinden sich nun zahlreiche Vitrinen. Außerdem besteht ein direkter Zugang zur Ausstellungsfläche im Tiefgeschoss des Hauses der Geschichte. Im Juli und August 2016 wurden die sechs Rolltreppen-Zugänge zur Haltestelle mit Stahl-Glas-Überdachungen ausgestattet. | weitere Bilder                                          |
| Heussallee/Museumsmeile            | Die Haltestelle Heussallee/Museumsmeile liegt zwischen der Kreuzung Heussallee und dem Bundeskanzlerplatz und besitzt Ausgänge an beiden Bahnsteigenden. Bis in die 1990er Jahre hieß sie Heussallee/Bundeshaus, da sie in direkter Nachbarschaft zu Bundestag und Bundeskanzleramt lag. Die Haltestelle ist ähnlich wie die anderen Tunnelhaltestellen der Stammstrecke gestaltet, mit der Kennfarbe Gelb, unterscheidet sich aber von ihnen durch eine andersartige Formensprache sowie die größere Länge der Bahnsteighalle von 110 m. Zudem gab es umfangreiche Umbauten: Die Haltestelle wurde 1995 als erste an der Strecke durch den Einbau von Aufzügen nachträglich barrierefrei ausgebaut. Der südliche Zugang wurde beim Bau von Bundeskunsthalle und Kunstmuseum umgestaltet. Der nördliche Zugang und die zugehörige Zwischenebene wurden beim Bau des Hauses der Geschichte von 1991 bis 1994 nach Plänen des Architekturbüros Busmann + Haberer völlig umgestaltet und verbreitert. In der Zwischenebene befinden sich nun zahlreiche Vitrinen. Außerdem besteht ein direkter Zugang zur Ausstellungsfläche im Tiefgeschoss des Hauses der Geschichte. Im Juli und August 2016 wurden die sechs Rolltreppen-Zugänge zur Haltestelle mit Stahl-Glas-Überdachungen ausgestattet. | Heussallee/Museumsmeile:Eingang zum Haus der Geschichte |

### Bundesstraße 9
Die 1956 angelegte Trasse im Mittelstreifen der B 9 zwischen Bonn und Bad Godesberg wurde zur Aufnahme des Stadtbahnbetriebs 1975 mit Hochbahnsteigen ausgestattet. Da zum damaligen Zeitpunkt eine baldige Verlängerung des Tunnels bis nach Bad Godesberg vorgesehen war, wurden alle Haltestellen nach einfachem Standard mit provisorischen Bahnsteigen aus Betonfertigteilen mit asphaltierter Oberfläche und Blechwänden als Provisorien mit wenigen Jahren Lebensdauer gebaut. Die Pläne für den Tunnelbau wurden im Laufe der 1980er Jahre aufgegeben. Im Zusammenhang mit dem Tunnelbau in Bad Godesberg wurde eine Neugestaltung der B 9 als „Bundesallee“ geplant; diese Pläne sahen neben einer Verlegung des Bahnkörpers um einige Meter nach Westen auch ein umfassendes Gestaltungskonzept vor, das neben den Stadtbahn-Haltestellen auch eine besondere Gestaltung von Oberleitungsmasten, Signalen und Straßenlaternen beinhaltete. Als ersten Schritt erhielt die Haltestelle Hochkreuz ein Jahr nach der Eröffnung des Stadtbahntunnels in Bad Godesberg 1995 neue Bahnsteige. Beginnend mit dem Abschnitt Wurzerstraße–Hochkreuz auf der Godesberger Allee wurden Straße und Haltestellen schrittweise umgebaut. Seit Frühjahr 2011 sind alle Haltestellen umgebaut.
Die provisorischen Haltestellen waren zwischenzeitlich bereits 1997 renoviert worden: Da sie ihre erwartete Lebensdauer deutlich überschritten hatten, wurden Blechteile und Scheiben ausgetauscht und die Rahmen mit einem hellen Anstrich versehen.
| Ollenhauerstraße                | Die Haltestelle Ollenhauerstraße (2005 bis 2012: Deutsche Telekom/Ollenhauerstraße, ursprünglich Johanniter-Krankenhaus) befindet sich im Mittelstreifen der B 9 zwischen Ollenhauerstraße und Zitelmannstraße. Sie ist ähnlich wie die südlicher gelegene Haltestelle Max-Löbner-Straße/Friesdorf gestaltet. Bis Ende 2008 befand sich die Haltestelle 140 Meter weiter nördlich. Mitte der 1970er Jahre war sie als Provisorium aus Betonfertigteilen gebaut worden, erhielt eine asphaltierte Oberfläche und ein Blechdach als Wetterschutz. Ende der 90er Jahre wurden die verwitterten Blechteile ausgetauscht und viele Flächen hell gestrichen, um die Station wenigstens etwas freundlicher zu gestalten. Durch einen Gleiswechsel und zwei Linksabbiegespuren war der Platz sehr eingeschränkt, so dass die beiden Seitenbahnsteige gegeneinander versetzt standen und in der Mitte einen gemeinsamen Zugang hatten. Die ursprünglichen Pläne für eine Verlängerung des Stammstreckentunnels nach Bad Godesberg, die die oberirdische Haltestelle überflüssig gemacht hätten, wurden in den 80er Jahren verworfen. Der Neubau der Haltestelle von August 2010 bis März 2011 hinter der Kreuzung Marie-Kahle-Allee/B 9/Franz-Josef-Strauß-Allee erfolgte im Zusammenhang mit der Verlängerung des U-Bahn-Tunnels nach Süden als Voraussetzung für den Neubau des sogenannten „Trajekt-Knotens“. Zwischen 2008 und 2011 hielten die Bahnen an einer provisorischen Haltestelle. Mit der 2011 eröffneten Station wurde der Umbau des oberirdischen Streckenabschnitts der Stammstrecke abgeschlossen. | weitere Bilder                           |
| Ollenhauerstraße                | Die Haltestelle Ollenhauerstraße (2005 bis 2012: Deutsche Telekom/Ollenhauerstraße, ursprünglich Johanniter-Krankenhaus) befindet sich im Mittelstreifen der B 9 zwischen Ollenhauerstraße und Zitelmannstraße. Sie ist ähnlich wie die südlicher gelegene Haltestelle Max-Löbner-Straße/Friesdorf gestaltet. Bis Ende 2008 befand sich die Haltestelle 140 Meter weiter nördlich. Mitte der 1970er Jahre war sie als Provisorium aus Betonfertigteilen gebaut worden, erhielt eine asphaltierte Oberfläche und ein Blechdach als Wetterschutz. Ende der 90er Jahre wurden die verwitterten Blechteile ausgetauscht und viele Flächen hell gestrichen, um die Station wenigstens etwas freundlicher zu gestalten. Durch einen Gleiswechsel und zwei Linksabbiegespuren war der Platz sehr eingeschränkt, so dass die beiden Seitenbahnsteige gegeneinander versetzt standen und in der Mitte einen gemeinsamen Zugang hatten. Die ursprünglichen Pläne für eine Verlängerung des Stammstreckentunnels nach Bad Godesberg, die die oberirdische Haltestelle überflüssig gemacht hätten, wurden in den 80er Jahren verworfen. Der Neubau der Haltestelle von August 2010 bis März 2011 hinter der Kreuzung Marie-Kahle-Allee/B 9/Franz-Josef-Strauß-Allee erfolgte im Zusammenhang mit der Verlängerung des U-Bahn-Tunnels nach Süden als Voraussetzung für den Neubau des sogenannten „Trajekt-Knotens“. Zwischen 2008 und 2011 hielten die Bahnen an einer provisorischen Haltestelle. Mit der 2011 eröffneten Station wurde der Umbau des oberirdischen Streckenabschnitts der Stammstrecke abgeschlossen. | Ollenhauerstraße (bis 2008)              |
| Olof-Palme-Allee                | Die Haltestelle Olof-Palme-Allee (2008 bis 2012: Deutsche Telekom/Olof-Palme-Allee) befindet sich seit 2003 am Platz des Grundgesetzes, vormalig Platz der Vereinten Nationen auf der Brücke der B 9 über die A 562. Bis 2003 befand sich die Haltestelle ca. 100 Meter weiter nordwestlich vor dem Landesbehördenhaus. Die alte Haltestelle war erst zur Aufnahme des Stadtbahnbetriebs 1975 eingerichtet worden und bestand aus zwei Seitenbahnsteigen aus Betonfertigteilen mit Blechdächern, die als Provisorien gebaut worden waren. Die Seitenbahnsteige erwiesen sich insbesondere deshalb als ungünstig, weil die Haltestelle als Endpunkt der Stammstrecke eine beträchtliche Zahl von Umsteigern zwischen der Rheinauen-Strecke und der Bad Godesberger Strecke zu verzeichnen hat. Der Name der Haltestelle lautete Landesbehördenhaus/Polizeipräsidium, bis die Deutsche Telekom 1999 die Namensrechte erwarb. Die Zusatzbezeichnung Platz der Vereinten Nationen wurde im Dezember 2005 hinzugefügt, nachdem der Konzern auch den Namen der Haltestelle Ollenhauerstraße gekauft hatte. Die aufwändige Gestaltung der im Dezember 2004 eröffneten 3,5 Millionen Euro teuren Haltestelle mit umgebenden Lichtskulpturen des Ateliers von Johannes Dinnebier wurde schon mehrfach gewürdigt. Durch die Aufgabe des Namens „Platz der Vereinten Nationen“ wurde auch für die Haltestelle ein neuer Name notwendig. | weitere Bilder                           |
| Max-Löbner-Straße/Friesdorf     | Die Haltestelle Max-Löbner-Straße/Friesdorf befindet sich inmitten der Godesberger Allee (B9) an der Einmündung der Max-Löbner-Straße. Diese Stadtbahnhaltestelle ist ähnlich wie die südlicher gelegene Haltestelle Hochkreuz gestaltet und verfügt über 60 Meter lange Hochbahnsteige, die barrierefrei erreichbar sind. Eingeweiht wurde diese Haltestelle im Mai 2009. Zuvor befand sich eine Haltestelle mit dem gleichen Namen 125 Meter weiter südlich. Ähnlich wie bei der Haltestelle Ollenhauerstraße handelte es sich um eine provisorische Haltestelle aus Betonteilen mit Asphaltbelag und Blechwetterschutz, die ihre erwartete Lebensdauer bereits lange überschritten hatte und Ende der neunziger Jahre sparsam renoviert wurde. Bereits vor Fertigstellung der neuen Station wurde diese im Frühjahr 2008 abgerissen und die B9 weiter ausgebaut. Die Kosten für die neue Haltestelle beliefen sich auf 2,5 Millionen Euro. Von März 2022 bis September 2022 wurde die Haltestelle saniert und dabei unter anderem die Bahnsteige erneuert. | Max-Löbner-Straße/Friesdorf              |
| Max-Löbner-Straße/Friesdorf     | Die Haltestelle Max-Löbner-Straße/Friesdorf befindet sich inmitten der Godesberger Allee (B9) an der Einmündung der Max-Löbner-Straße. Diese Stadtbahnhaltestelle ist ähnlich wie die südlicher gelegene Haltestelle Hochkreuz gestaltet und verfügt über 60 Meter lange Hochbahnsteige, die barrierefrei erreichbar sind. Eingeweiht wurde diese Haltestelle im Mai 2009. Zuvor befand sich eine Haltestelle mit dem gleichen Namen 125 Meter weiter südlich. Ähnlich wie bei der Haltestelle Ollenhauerstraße handelte es sich um eine provisorische Haltestelle aus Betonteilen mit Asphaltbelag und Blechwetterschutz, die ihre erwartete Lebensdauer bereits lange überschritten hatte und Ende der neunziger Jahre sparsam renoviert wurde. Bereits vor Fertigstellung der neuen Station wurde diese im Frühjahr 2008 abgerissen und die B9 weiter ausgebaut. Die Kosten für die neue Haltestelle beliefen sich auf 2,5 Millionen Euro. Von März 2022 bis September 2022 wurde die Haltestelle saniert und dabei unter anderem die Bahnsteige erneuert. | Provisorischer Bahnsteig (1975 bis 2009) |
| Hochkreuz/Deutsches Museum Bonn | Die Haltestelle Hochkreuz/Deutsches Museum Bonn befindet sich an der Kreuzung der Godesberger Allee (B 9) mit der Hochkreuzallee/Kennedyallee. An der Haltestelle steht eine Kopie des namensgebenden Hochkreuzes. Der Hinweis auf die Bonner Außenstelle des Deutschen Museums wurde Mitte der 1990er Jahre dem Haltestellennamen hinzugefügt. Bei der Haltestelle handelte es sich lange Jahre um ein Provisorium gleicher Art wie die anderen oberirdischen Haltestellen der Stammstrecke. Im Zuge des Baus des anschließenden Tunnels wurde auch die oberirdische Haltestelle Hochkreuz neugebaut. Die neue Haltestelle ist seit Herbst 1995 in Betrieb, die Dachkonstruktion in Form einer Stahl-Glas-Halle – Prototyp für die drei anderen oberirdischen Haltestellen an der Strecke – wurde allerdings erst im Herbst 1998 aufgesetzt. Von Mai 2019 bis Anfang 2020 wurde die Haltestelle saniert und dabei unter anderem die Bahnsteige erneuert. | weitere Bilder                           |

### Godesberger Tunnel
Die vier Haltestellen des Godesberger Tunnels folgen einem gemeinsamen Gestaltungskonzept: Neben den von den Bonner Tunnelhaltestellen übernommenen metallischen Streifen in Augenhöhe mit dem Haltestellennamen und den farbigen Flächen haben alle Haltestellen dunkelgrau geflieste Wandnischen, die zum Teil mit Sitzbänken aus hellem Holz versehen sind. In den Zwischenebenen befinden sich großflächige Kupferstiche mit historischen Szenen aus Bad Godesberg. In den Eingangsbereichen findet sich viel Naturstein.
Mit Ausnahme der Haltestelle Bad Godesberg Bahnhof haben alle Haltestellen 60 Meter lange Bahnsteige; weitere 30 Meter wurden im Rohbau erstellt und befinden sich hinter Trennwänden. Die Haltestellen waren von Beginn an mit Aufzügen ausgestattet.
| Wurzerstraße          | Die Haltestelle Wurzerstraße ist die erste Haltestelle im 1994 eröffneten Bad Godesberger Stadtbahntunnel. Sie befindet sich unterhalb der Kreuzung der Wurzerstraße/Elsässer Straße mit der Godesberger Allee (B 9). Sie ist die einzige Godesberger Haltestelle, bei der der Zugang in der Mitte des Bahnsteigs liegt. Kennfarbe der Haltestelle ist Rot, das allerdings durch viele weiße Flächen ergänzt wird. Der oberirdische westliche Zugang zur Haltestelle ist bereits ursprünglich vom angrenzenden Bahndamm der Linken Rheinstrecke aus überdeckelt. Im September 2021 wurde auch der östliche Zugang mit einer Stahl-Glas-Überdachung ausgestattet. | weitere Bilder |
| Plittersdorfer Straße | Die Haltestelle Plittersdorfer Straße liegt unterhalb des Bahnübergangs der Plittersdorfer Straße. Die Zwischenebene der Haltestelle dient gleichzeitig als Fußgängerunterführung unter der Linken Rheinstrecke. Kennfarbe der Haltestelle ist blau, der Zugang befindet sich am Bahnsteigende. Im September und November 2021 wurden die oberirdischen Zugänge zur Haltestelle mit Stahl-Glas-Überdachungen ausgestattet. | weitere Bilder |
| Bad Godesberg Bahnhof | Die Haltestelle Bad Godesberg Bahnhof liegt unterhalb der Moltkestraße zwischen Alter Bahnhofstraße und Löbestraße. Ihr nördlicher Zugang dient auch als Fußgängerunterführung von der Alten Bahnhofstraße zur Rheinallee unter der früher stark befahrenen Moltkestraße. Der südliche Zugang mündet auf dem Vorplatz des Bahnhofs Bonn-Bad Godesberg (Ria-Maternus-Platz). Als einzige Haltestelle des Godesberger Tunnels verfügt die Station über Zugänge an beiden Bahnsteigenden, bedingt durch die Entfernung zwischen dem DB-Bahnhof und der Hauptachse der Godesberger Fußgängerzone. Ihre Kennfarben sind Gelb und Orange. Im nördlichen Zugang befindet sich ein Ladenlokal, der Zugang zur Bahnsteigebene ist als Halle gestaltet, wobei die Stirnseite die Godesburg darstellt. Entsprechend der Verkehrsbedeutung ist der Bahnsteig deutlich breiter als an den anderen Bad Godesberger Haltestellen. Im Februar 2019 wurde der Zugang zur Haltestelle von der Alten Bahnhofstraße mit einer Stahl-Glas-Überdachung ausgestattet. Im April 2022 erhielten auch die beiden Zugänge auf dem Bahnhofsvorplatz gleichartige Überdachungen. | weitere Bilder |
| Stadthalle            | Die Haltestelle Stadthalle ist der vorläufige Endpunkt der Bad Godesberger Strecke. Sie befindet sich an der Friedrich-Ebert-Straße zwischen der Stadthalle, zu der auf der Zwischenebene ein – allerdings nur kurz nach der Eröffnung der Haltestelle zeitweise genutzter – direkter Durchgang besteht, und der Rigal’schen Wiese. An der Oberfläche bestehen neben einem Park-and-ride-Platz mehrere Bushaltestellen, an denen alle Bad Godesberger Buslinien halten. Insbesondere Anschlüsse in die Richtungen Heiderhof, Pennenfeld, Lannesdorf und Mehlem sollen so geschaffen werden. Die Haltestelle ist in der Kennfarbe Grün ähnlich zu den anderen Bad Godesberger Tunnelhaltestellen gestaltet worden. Auffälliger Unterschied ist, dass sich zwischen den Gleisen zusätzliche Stützen befinden, an welche großflächige Gemälde montiert worden sind. Zudem sind die oberirdischen Treppenzugänge zur Haltestelle bereits von Beginn an, hier jedoch zusammen mit der Bushaltestelle, überdacht. 2016 wurde der Busbahnhof an der Haltestelle barrierefrei ausgebaut.                                                                    | weitere Bilder |

## Ausbaupläne
An der Haltestelle Stadthalle gibt es Vorleistungen für eine Tunnelrampe der geplanten Strecke nach Mehlem.

## Fahrzeugeinsatz
Fahrzeugmäßig war die BGM sehr fortschrittlich; schon seit Anfang der 1930er Jahre führten die von Westwaggon erbauten Drei-Wagen-Züge einen vierachsigen Niederflur-Beiwagen mit, der in der Mitte stark abgesenkt war und so einen bequemen Einstieg ermöglichte („Badewanne“). Diese großräumigen und laufruhigen Wagen waren bei der Bevölkerung sehr beliebt. Später setzte man sehr komfortable moderne Dreiwagen-Zweirichtungszüge mit Polstersitzen ein, die den Niedergang des Straßenbahnbetriebes aber auch nicht aufhalten konnten.
Seit der Umstellung auf Stadtbahnbetrieb wird die Strecke mit Fahrzeugen des Bonner Standardtyps Stadtbahnwagen B betrieben, die seit 2003 durch den moderneren Typ Flexity Swift ergänzt werden.